# 奥里尼勒鲁
奥里尼勒鲁（法語：Origny-le-Roux，法語發音：[ɔʁiɲi lə ʁu] ⓘ）是法国奥恩省的一个市镇，属于莫尔塔涅欧佩什区。

## 地理
奥里尼勒鲁（48°20'41"N, 0°25'13"E）面积14.12 平方千米，位于法国诺曼底大区奧恩省，该省份为法国西北部内陆省份，北起顺时针与卡爾瓦多斯省、厄尔省、厄尔-卢瓦省、萨尔特省、马耶讷省和芒什省接壤。
与奥里尼勒鲁接壤的市镇（或旧市镇、城区）包括：叙雷、圣皮埃尔德索尔姆、圣雷米德蒙、舍米伊、圣菲尔让德索尔姆、马梅尔斯。

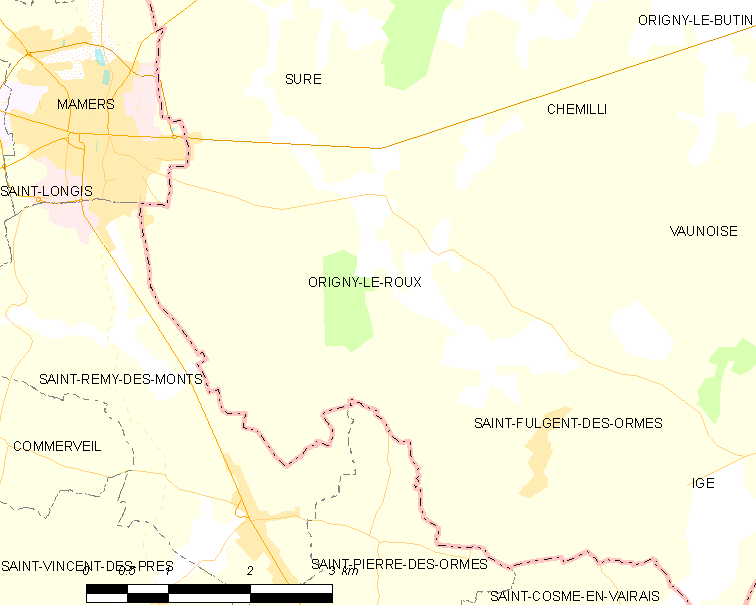
奥里尼勒鲁的OSM定位图

奥里尼勒鲁的时区为UTC+01:00、UTC+02:00（夏令时）。

## 行政
奥里尼勒鲁的邮政编码为61130，INSEE市镇编码为61319。

## 政治
奥里尼勒鲁所属的省级选区为瑟通县。

## 人口

1962-2008年间奥里尼勒鲁人口变化图示

奥里尼勒鲁于2022年1月1日时的人口数量为249人。